# Арпа
Арпа́ або Арпача́й (вірм. Արփա, азерб. Arpaçay) — гірська річка у Вірменії і Нахічеванській АР (Азербайджану), ліва притока Араксу (влітку води не доходять до Араксу). Довжина 128 км, площа басейну 2 630 км². Середня витрата води біля міста Єхегнадзор 11,5 м³/с.
Починається на Зангезурському хребті, протікає вузькою та глибокою ущелиною, в середній течії долина розширюється, переходячи в нижній течії у рівнину. Основне живлення сніговими і дощовими водами. Використовується для зрошення, на річці побудовано ряд ГЕС, водосховище Кечут. Споруджений тунель довжиною 48 км для перекидання вод Арпи в озеро Севан. В верхів'ях — курорт Джермук.